# Sebekhotep VIII
Sejemra Susertaui Sebekhotep VIII también conocido como Sobekhotep VIII (Sobek-hotep) fue posiblemente el tercer rey de la dinastía XVI de Egipto que gobernara sobre la región tebana del Alto Egipto durante el segundo período intermedio, a. 1649-1633 a. C.. Alternativamente, él podría haber sido un gobernante de la dinastía XIII o de la dinastía XVII. De haber sido un monarca de la dinastía XVI, a Sebekhotep VIII deberían acreditársele 16 años de reinado de acuerdo con el Canon de Turín, comenzando c. de 1650 a. C., momento en el que se produjo la invasión de Egipto por los hicsos.

## Posición cronológica
La segunda línea de la undécima columna del Canon de Turín registra a Sekhem[...]re y refiere, de acuerdo con los egiptólogos Kim Ryholt y Darell Baker, a Sejemra Seusertauy, el cual es el nomen de Sebekhotep VIII. Si esta identificación es correcta, entonces Sebekhotep VIII reinó dieciséis años como tercer rey de la dinastía XVI. Esto lo haría el sucesor directo de Dyehuti y el predecesor de Neferhotep III, aunque su vínculo con ambos reyes permanece desconocido. En su reconstrucción de la cronología del segundo período intermedio, Ryholt propone que Sebekhotep VIII reinó desde 1649 a. C. hasta 1633 a. C., apenas después de que los hicsos de la dinastía XV tomaran el control del delta del Nilo y de la ciudad de Menfis (Egipto), precipitando por ello el colapso de la dinastía XIII.
En anteriores estudios de los egiptólogos Jürgen von Beckerath y Labib Habachi, Sebekhotep VIII era considerado un rey de la dinastía XIII.

## Testimonios de su época
La única evidencia contemporánea de Sebekhotep VIII es un estela encontrada dentro del recinto de Amón-Ra en Karnak. Esta estela fue usada como material de construcción para rellenar el pilono durante los extensos trabajos de Amenhotep III en el sitio. La estela data de los días epagómenos (cinco últimos días) del cuarto año de reinado de Sebekhotep VIII y describe, de acuerdo a la traducción de John Baines, su actitud en el templo, probablemente el de Karnak, durante una masiva inundación del Nilo, de la siguiente forma:

(Life to) the son of Ra Sobekhotep, beloved of the great inundation [Hapi], given life for ever. Year 4, fourth month of Shemu [Season of the Harvest], the epagonal days, under the auspices of the person of this god, living for ever. His person went to the hall of this temple in order to see the great inundation. His person came to the hall of this temple which was full of water. Then his person waded there […]
(Vida a) el hijo de Ra (mitología) Sebekhotep, amado de la gran inundación, de vida eterna. En el año 4, cuarto mes de Shemu, en los días epagómenos, bajo los auspicios personales del dios, de vida eterna. En persona fue a su templo para ver la gran inundación. En persona vino a su templo, que estaba lleno de agua. Entonces personalmente caminó a través de ella […]

De acuerdo con este egiptólogo, quien estudió la estela en detalle, llegar al templo durante la inundación, le permitía al rey recrear el antiguo mito egipcio de la creación del mundo al imitar las acciones del dios creador Amón-Ra. La iconografía de la estela asociaba estrechamente al dios con el rey, quien ordenaba a las aguas retrodecer desde el monte primordial.

## Titulatura
| Titulatura | Jeroglífico | Transliteración (transcripción) - traducción - (referencias) |

| ra | sxm | s | wsr | s | tA · tA |

| ra | sxm | s | wsr | s | tA · tA |

| ra | sxm | s | wsr | s | tA · tA |

| ra | sxm | s | wsr | s | tA · tA |

| ra | sxm | s | wsr | s | tA · tA |

| ra | sxm | s | wsr | s | tA · tA |

| ra | sxm | s | wsr | s | tA · tA |

| ra | sxm | s | wsr | s | tA · tA |

| ra | sxm | s | wsr | s | tA · tA |

| ra | sxm | s | wsr | s | tA · tA |

| ra | sxm | s | wsr | s | tA · tA |

| ra | sxm | s | wsr | s | tA · tA |

| ra | sxm | s | wsr | s | tA · tA |

| ra | sxm | s | wsr | s | tA · tA |

| ra | sxm | s | wsr | s | tA · tA |

| ra | sxm | s | wsr | s | tA · tA |

| sbk | Htp · t · p |

| sbk | Htp · t · p |

| sbk | Htp · t · p |

| sbk | Htp · t · p |

| sbk | Htp · t · p |

| sbk | Htp · t · p |

| sbk | Htp · t · p |

| sbk | Htp · t · p |

| sbk | Htp · t · p |

| sbk | Htp · t · p |

| sbk | Htp · t · p |

| sbk | Htp · t · p |

| sbk | Htp · t · p |

| sbk | Htp · t · p |

| sbk | Htp · t · p |

| sbk | Htp · t · p |

| Predecesor: Dyehuti | Faraón de Egipto Dinastía XVI | Sucesor: Neferhotep III |